# Kleinschwarzenbach

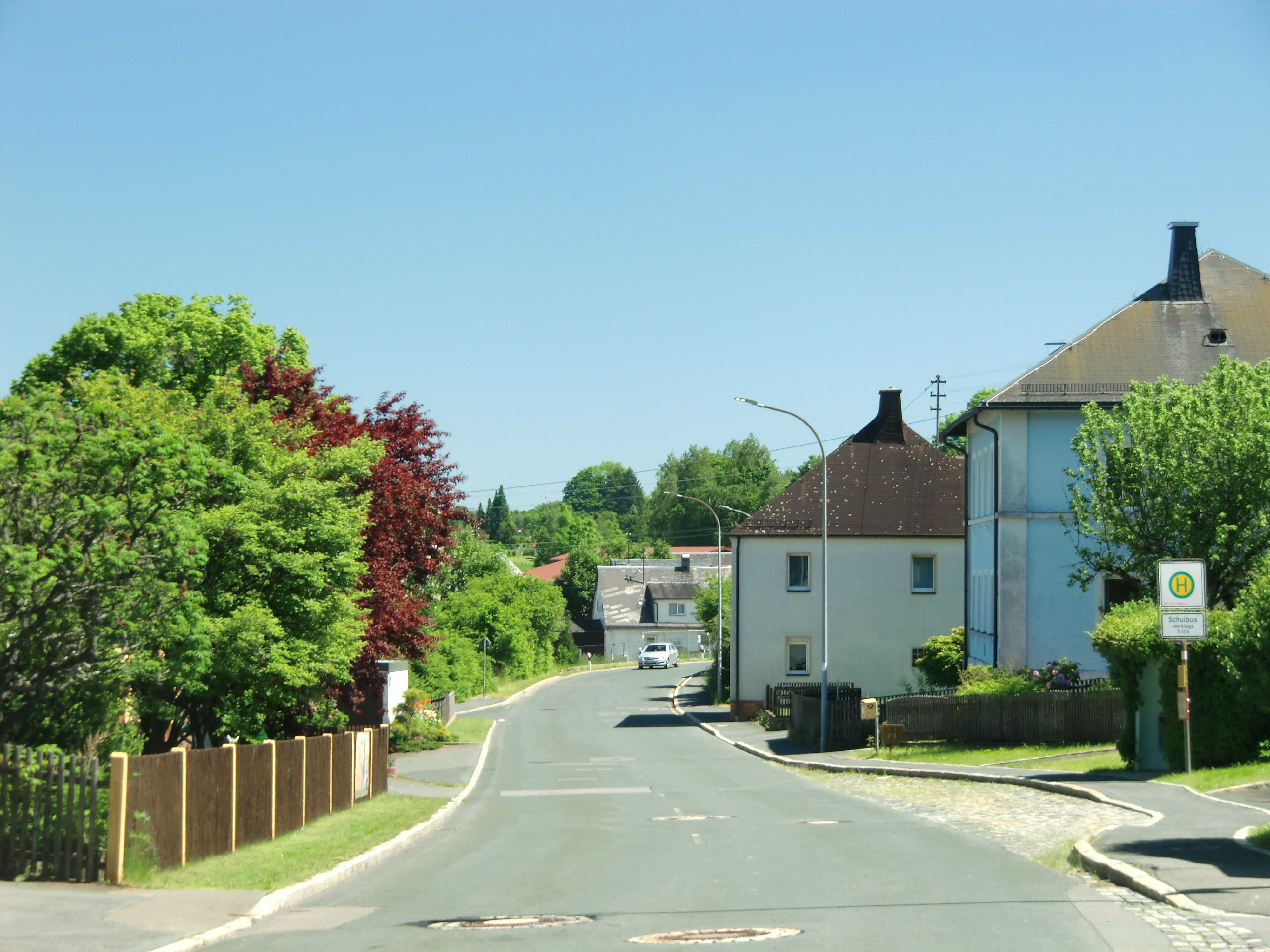
Ortsbild des Dorfes

Kleinschwarzenbach ist ein Gemeindeteil der Stadt Helmbrechts im Landkreis Hof (Oberfranken, Bayern). Der Ort liegt in der Gemarkung Kleinschwarzenbach.

## Geografie
Beim Dorf entspringt der Grönbach, ein linker Zufluss der Selbitz. Nordöstlich von Kleinschwarzenbach lag die Wüstung Hilkersreuth. Die Staatsstraße 2194 führt nach Helmbrechts (1,2 km südöstlich) bzw. nach Kollerhammer (1,1 km nordwestlich). Eine Gemeindeverbindungsstraße führt nach Baiergrün zur Kreisstraße HO 26 (2,1 km nördlich).

## Geschichte
Kleinschwarzenbach entstand als Waldhufendorf in einer  wasserreichen Quellmulde im sogenannten Nordwald.
Aus dem Jahre 1408 existiert eine Liste von Hofbesitzern mit den zu leistenden Abgaben. Dieses Dokument gilt als erste urkundliche Erwähnung Kleinschwarzenbachs mit dem Namen „Swerzenbach“. In der Beschreibung der Gerichtsgrenzen des Vogteiamtes Helmbrechts wurde ab 1533 von Kleinschwarzenbach gesprochen. Eine weitere Nennung des Ortsnamens ist im Buch Teutsches Paradeiß in dem vortrefflichen Fichtelgebirge von M. Johann Willen des Jahres 1692 zu finden, in dem das „Dorf am schwarzen Bach“ erwähnt wurde. Im Ortsnamenverzeichnis des Fürstentums Bayreuth steht „Rinnbächlein rinnet ab vom Dorff klein Schwarzenbach“.
Während des Dreißigjährigen Krieges errichteten im Jahre 1633 feindliche Truppen im Grönbachtal ein großes Heerlager.
Zur Realgemeinde Kleinschwarzenbach gehörten Schlegelmühle, Stechera (zum Teil) und Taubaldsmühle. Gegen Ende des 18. Jahrhunderts bestand Kleinschwarzenbach aus 45 Anwesen (1 Hof, 7 Halbhöfe, 2 Höflein, 11 halbe Höflein, 3 Achtelhöflein, 9 Viertelhöflein, 10 Tropfhäuser, 1 Haus, 1 Häuslein). Die Hochgerichtsbarkeit sowie die Dorf- und Gemeindeherrschaft stand dem bayreuthischen Stadtvogteiamt Helmbrechts zu. Das Kastenamt Helmbrechts war Grundherr sämtlicher Anwesen.
Von 1797 bis 1810 unterstand Kleinschwarzenbach dem Justiz- und Kammeramt Münchberg. Nachdem im Jahr 1810 das Königreich Bayern das Fürstentum Bayreuth käuflich erworben hatte, wurde der Ort bayerisch. Infolge des Ersten Gemeindeedikts wurde Kleinschwarzenbach dem 1812 gebildeten Steuerdistrikt Helmbrechts und der zugleich entstandenen Munizipalgemeinde Helmbrechts zugewiesen. 1818 wurde die Gemeinde Kleinschwarzenbach gebildet, zu der Schlegelmühle gehörte. Sie war in Verwaltung und Gerichtsbarkeit dem Landgericht Münchberg zugeordnet und in der Finanzverwaltung dem Rentamt Münchberg (1919 in Finanzamt Münchberg umbenannt). Etwas später wurden auf dem Gemeindegebiet Kollerhammer und Suttenbach gegründet. Ab 1862 gehörte Kleinschwarzenbach zum Bezirksamt Münchberg (1939 in Landkreis Münchberg umbenannt). Die Gerichtsbarkeit blieb beim Landgericht Münchberg (1879 in Amtsgericht Münchberg umgewandelt). Die Gemeinde Kleinschwarzenbach hatte 1964 eine Gebietsfläche von 4,069 km². Im Zuge der Gebietsreform in Bayern wurde die Gemeinde Kleinschwarzenbach am 1. Juli 1972 nach Helmbrechts eingemeindet.
Adolf Hofmann war von 1945 bis 1972 der letzte Kleinschwarzenbacher Bürgermeister.
Am 1. November 2005 wurden in Kleinschwarzenbach Straßennamen eingeführt.
Im Mai 2009 schloss die letzte Weberei, damit ging eine jahrhundertelange Tradition zu Ende.

### Schule
Spätestens seit 1850 unterrichtete ein Lehrer in Kleinschwarzenbach. 1880/81 wurde das Schulhaus gebaut, zeitweise gab es Pläne für ein zweites. Später sanken die Schülerzahlen aber immer mehr. Bis Ende 1969 wurde in der Schule Unterricht erteilt, danach gingen die Schüler in die Helmbrechtser Schule. Heute dient das Gebäude zum Teil als Wohnhaus, der erste Stock als Saal für Veranstaltungen und Wahllokal.

### Einwohnerentwicklung
Gemeinde Kleinschwarzenbach
| Jahr      | 1819   | 1840   | 1852   | 1855   | 1861   | 1867   | 1871   | 1875   | 1880   | 1885   | 1890   | 1895   | 1900   | 1905   | 1910   | 1919   | 1925   | 1933   | 1939   | 1946   | 1950   | 1952   | 1961  | 1970   |
| Einwohner | 298    | 431    | 446    | 439    | 485    | 465    | 467    | 481    | 501    | 497    | 483    | 510    | 514    | 496    | 440    | 399    | 401    | 373    | 474    | 437    | 418    | 388    | 360   | 384    |
| Häuser    |        |        |        |        |        |        | 60     |        |        | 62     | 61     |        | 66     |        |        |        | 69     |        |        |        | 65     |        | 84    |        |
| Quelle    | [ 13 ] | [ 14 ] | [ 14 ] | [ 14 ] | [ 15 ] | [ 16 ] | [ 17 ] | [ 18 ] | [ 19 ] | [ 20 ] | [ 21 ] | [ 14 ] | [ 22 ] | [ 14 ] | [ 23 ] | [ 14 ] | [ 24 ] | [ 14 ] | [ 14 ] | [ 14 ] | [ 25 ] | [ 14 ] | [ 8 ] | [ 26 ] |

Ort Kleinschwarzenbach
| Jahr      | 001812 | 001819 | 001861 | 001871 | 001885 | 001900 | 001925 | 001950 | 001961 | 001970 | 001987 |
| Einwohner | *276   | *298   | 436    | 442    | 480    | 493    | 381    | 396    | 348    | 366    | 283    |
| Häuser    | *48    |        |        |        | 59     | 62     | 66     | 61     | 80     |        | 94     |
| Quelle    | [ 7 ]  | [ 13 ] | [ 15 ] | [ 17 ] | [ 20 ] | [ 22 ] | [ 24 ] | [ 25 ] | [ 8 ]  | [ 27 ] | [ 1 ]  |

## Religion
Kleinschwarzenbach ist seit der Reformation evangelisch-lutherisch geprägt und bis heute nach St. Johannes der Täufer (Helmbrechts) gepfarrt.

## Kultur und Sehenswürdigkeiten

### Baudenkmäler

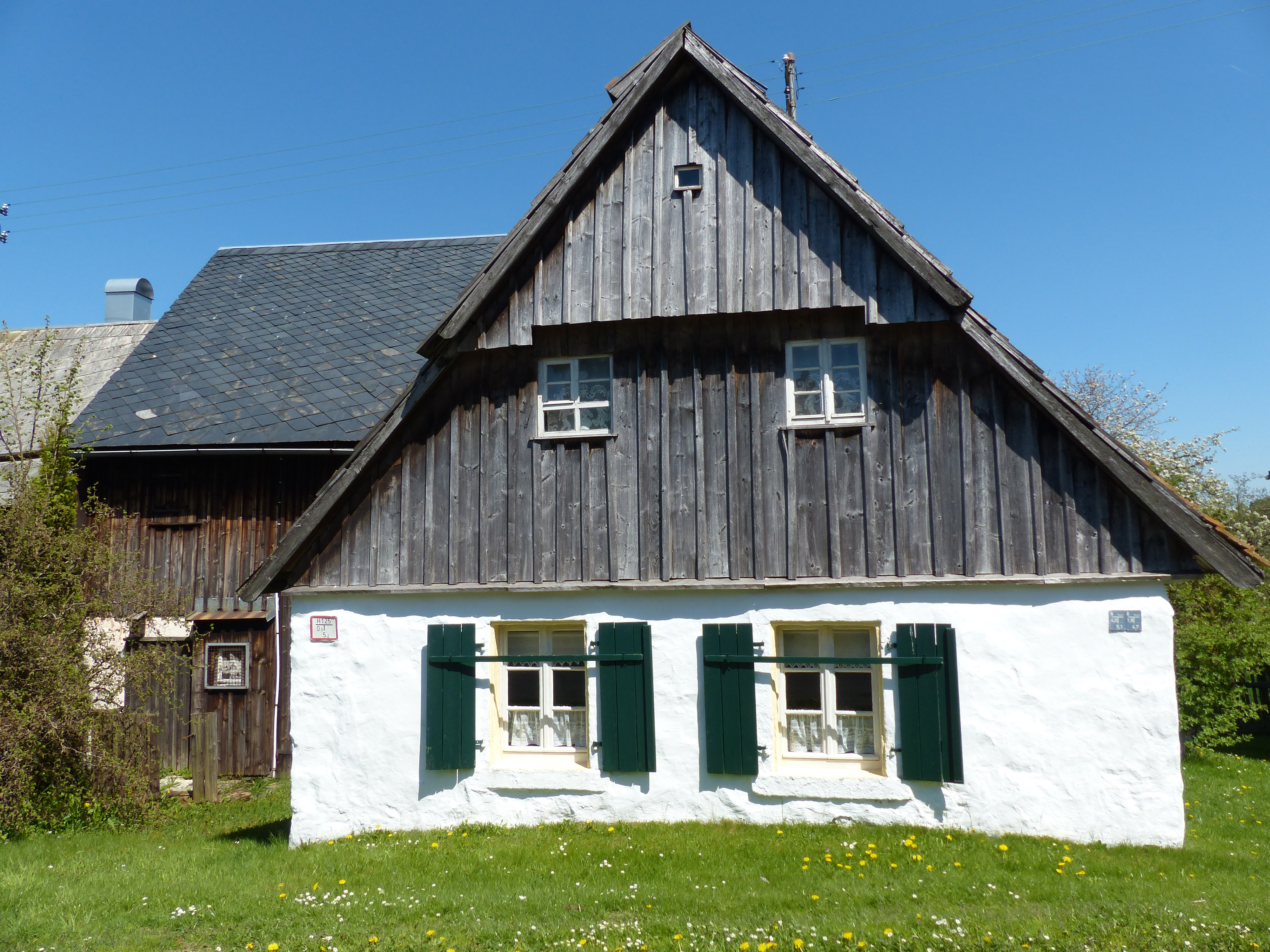
Weberhaus, Zum Weberhaus 10

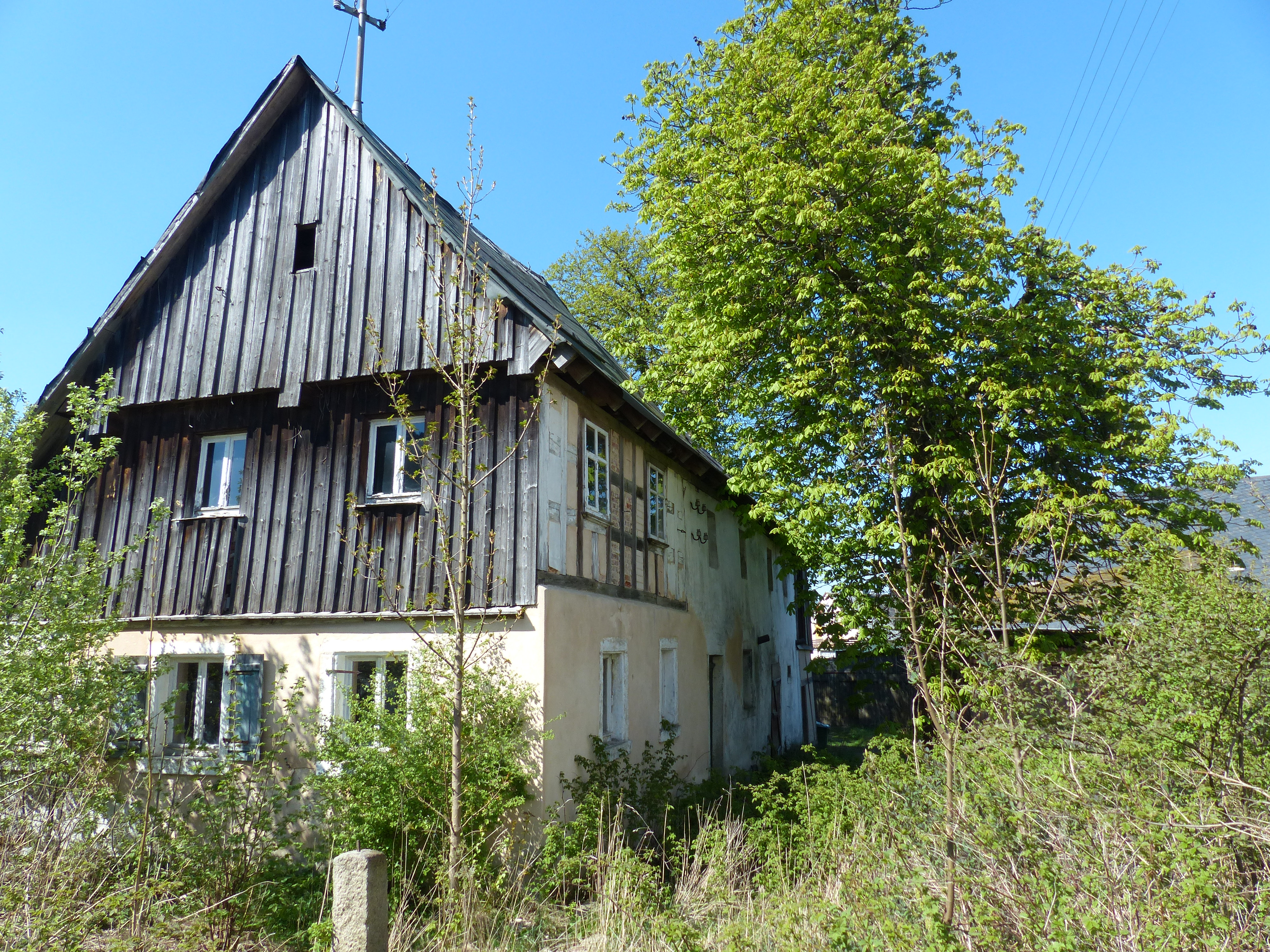
Weberhaus, Zum Weberhaus 20

In Kleinschwarzenbach haben sich mehrere Weberhäuser in unterschiedlichem Zustand erhalten. Sie stehen teilweise unter Denkmalschutz. Einige von ihnen verfügen über ein charakteristisches Frackdach.
Das Kleinschwarzenbacher Weberhaus Zum Weberhaus 10 ist eines von vier strohgedeckten Häusern im Landkreis Hof. Es wurde gegen Ende des 18. Jahrhunderts erbaut und bis Mitte des 20. Jahrhunderts bewohnt. Heute kann es als Museum besichtigt werden, die Inneneinrichtung ist noch komplett vorhanden. Das Dach wird regelmäßig mit neuem Stroh gedeckt.
ehemalige Baudenkmäler
- Haus Nr. 4a: Eingeschossiges Kleinhaus, 18./19. Jahrhundert, mit Strohdach.[28]
- Haus Nr. 35: Wohnstallbau mit Frackdach, wohl 18. Jahrhundert. Mit Stroh gedeckt, Erdgeschoss massiv, Obergeschoss verschalt. Zugehörig eingeschossige Satteldachscheune, mit Stroh gedeckt.[28]
- Haus Nr. 36: Eingeschossiges, massives Wohnstallhaus mit Satteldach, 18./19. Jahrhundert, massiv, Giebel verschalt, auf der Nordseite Strohdeckung erhalten. Zugehörig eingeschossige Satteldachscheune wohl des 18. Jahrhunderts mit Riegelwand.[28]
- Haus Nr. 51: Zweigeschossiges Frackdachhaus wohl des 18. Jahrhunderts, Erdgeschoss gänzlich massiv, Obergeschoss an der Hofseite Fachwerk.[28]
- Haus Nr. 52: Eingeschossiges Satteldachhaus wohl des 18. Jahrhunderts mit Strohdach, 1960 im Abbruch.[28]
- Haus Nr. 55: Zweigeschossiges Kleinhaus mit Satteldach, wohl 18. Jahrhundert, Erdgeschoss massiv, Obergeschoss verschalt.[28]

### Sport
Der TV Kleinschwarzenbach 1889 e. V. ist im Fußball, im Radfahren, im Wandern und in der Damengymnastik aktiv. Am 16. Mai 1954 wurde der Sportplatz und am 15. Oktober 1988 das neugebaute Sportheim auf dem Stadelberg eingeweiht.

### Regelmäßige Veranstaltungen
Das Helmbrechtser Volksradfahren, das 2007 sein 25. Jubiläum feierte, findet in und um Kleinschwarzenbach statt. Ursprünglich war Start- und Zielort die Straße in Richtung  Schlegelmühle, heute ist es der Fußballplatz am Stadelberg.
Weitere jährlich stattfindende Veranstaltungen sind das Maibaum-Aufstellen und das Sonnwendfeuer.

## Weitere Informationen
- Kleinschwarzenbach liegt an den Europäischen Fernwanderwegen 3 und 6.
- Die Post wurde Mitte der 1970er Jahre geschlossen.
- Eine Sage erzählt, dass eine Zigeunerin als Dank für die Pflege durch die Kleinschwarzenbacher das Dorf vor Feuer schützte. Tatsächlich hat es seit längerer Zeit nicht mehr gebrannt.[5]